# Theodor Morell
Theodor Gilbert Morell (Trais-Münzenberg, 22 de julho de 1886 - Tegernsee, 26 de maio de 1948) foi o médico particular do Führer alemão Adolf Hitler. Morell era conhecido na Alemanha por seus tratamentos não convencionais.
Morell iniciou suas atividades na medicina em um navio, e foi crescendo na carreira, se especializando em doenças de pele e doenças venéreas. Serviu na Primeira Guerra Mundial, trabalhou com atletas olímpicos, atores e atrizes do cinema alemão e personalidades da política antes de Hitler.[carece de fontes?]
Com a ascensão do nazismo, foi aventada a possibilidade de Morell ser judeu devido a cor de sua pele. Perdendo a clientela, filiou-se no partido nazista para afastar qualquer rumor.[carece de fontes?] Conheceu o líder nazista num jantar em 1936, quando receitou um medicamento que fez efeito quase instantaneamente em Hitler, o que fez Morell receber a confiança do Führer.[carece de fontes?] Antes já havia tratado o fotógrafo de Hitler, Heinrich Hoffman, e a mãe de Eva Braun, Franziska Braun.
Apesar de Morell ter treinamento médico e ter praticado medicina antes de conhecer Hitler, depois da Segunda Guerra Mundial foram feitas investigações pelos Aliados sobre seu passado e ele então passou a ser retratado como um charlatão. Historiadores tem especulado se seus tratamentos foram responsáveis pela débil saúde de Hitler. Aproveitando-se das relações que adquiriu ao ser médico pessoal de Hitler, enriqueceu e montou fábricas de remédios patenteados, aumentando ainda mais sua fortuna.
Ao final da Segunda Guerra, Morell não foi preso ou mesmo julgado, pois não havia participado do holocausto, e também não foi um entusiasta do nazismo. Morreu em 1948, de causas naturais.[carece de fontes?]